# Liczba Erdősa-Bacona
Liczba Erdősa-Bacona – element folkloru związany z osobą matematyka Paula Erdősa oraz znanego amerykańskiego aktora Kevina Bacona. Jest rozwinięciem liczby Bacona.
Liczba Erdősa-Bacona danej osoby jest sumą jej liczby Erdősa oraz liczby Bacona. Aby posiadać skończoną liczbę Erdősa-Bacona, należy zarówno wystąpić w filmie, jak i być współautorem referatu naukowego.
Najniższą liczbę Erdősa-Bacona posiada amerykański matematyk Daniel Kleitman, który wraz z Paulem Erdősem był współautorem co najmniej sześciu artykułów (liczba Erdősa 1), a ponadto był konsultantem matematycznym w filmie Buntownik z wyboru, w którym również wystąpił w dwóch scenach jako statysta. W filmie tym wystąpiła też Minnie Driver, która grała z Baconem w filmie Uśpieni - liczba Bacona 2 - łączna liczba Erdősa-Bacona 3.
Spośród innych osób posiadających niską liczbę Erdősa-Bacona można wymienić Briana Greene'a. Wystąpił w filmie Częstotliwość (ang. Frequency) z Johnem Di Benedetto, który z kolei grał w Uśpionych (ang. Sleepers), z Kevinem Baconem. Dzięki temu Greene posiada liczbę Bacona równą 2.
Dodatkowo napisał pracę z Shing-Tung Yau, który z kolei współtworzył referat z Ronaldem Grahamem, który napisał pracę naukową z Paulem Erdősem, co daje liczbę Erdősa równą 3, a liczbę Erdősa-Bacona równą 5.
Briana Greene'a prześcignął później konsultant matematyczny filmu Piękny umysł (ang. A Beautiful Mind), Dave Bayer, który wystąpił w drobnej roli w powyższym filmie. W Pięknym umyśle wystąpił także Rance Howard, który grał też w Apollo 13 z Kevinem Baconem, co daje Bayerowi liczbę Bacona równą 2.
Bayer miał wspólną publikację z Persi Diaconis, który wydał pracę pośmiertnie z Paulem Erdősem. Dzięki czemu Bayer posiada aktualnie liczbę Erdősa-Bacona równą 4.
Hank Aaron, gracz baseballa, jest czasem określany posiadaczem liczby Erdõsa-Bacona równej 3. Ponieważ wraz z Erdősem składał autograf na tej samej bejsbolówce, żartobliwie określa się go posiadaczem liczby Erdõsa równej 1. Zagrał także w filmie Letnia przygoda (ang. Summer Catch) z Susan Gardner, która wystąpiła w Tatuażu (ang. In The Cut) z Kevinem Baconem.
Spośród znanych osób z niską liczbą Erdősa-Bacona można wymienić Danicę McKellar (Winnie z serialu Cudowne lata) - 6 oraz Kristen Stewart, Natalie Portman, Colina Firtha - 7.